# Xavier (Navarre)
Xavier (en basque et en navarro-aragonais Xabier, en castillan Javier) est une ville et une commune de la communauté forale de Navarre (Espagne) . 
Elle est située dans la zone non bascophone de la province. Le castillan est la seule langue officielle alors que le basque n’a pas de statut officiel. Le secrétaire de mairie est aussi celui de Petilla de Aragón.
Ici est né en 1506 François de Xavier, qui porte le nom de sa ville natale.

## Toponymie
Son nom est une évolution romane du toponyme etxeberri, signifiant maison neuve.

## Démographie
| Évolution démographique                                | Évolution démographique | Évolution démographique | Évolution démographique | Évolution démographique | Évolution démographique | Évolution démographique | Évolution démographique | Évolution démographique | Évolution démographique | Évolution démographique |
| 1996                                                   | 1998                    | 1999                    | 2000                    | 2001                    | 2002                    | 2003                    | 2004                    | 2005                    | 2006                    | 2007                    |
| ------------------------------------------------------ | ----------------------- | ----------------------- | ----------------------- | ----------------------- | ----------------------- | ----------------------- | ----------------------- | ----------------------- | ----------------------- | ----------------------- |
| 143                                                    | 137                     | 130                     | 119                     | 112                     | 100                     | 89                      | 77                      | 77                      | 100                     | 105                     |
| Sources: Xavier et instituto de estadística de navarra |                         |                         |                         |                         |                         |                         |                         |                         |                         |                         |

## Patrimoine

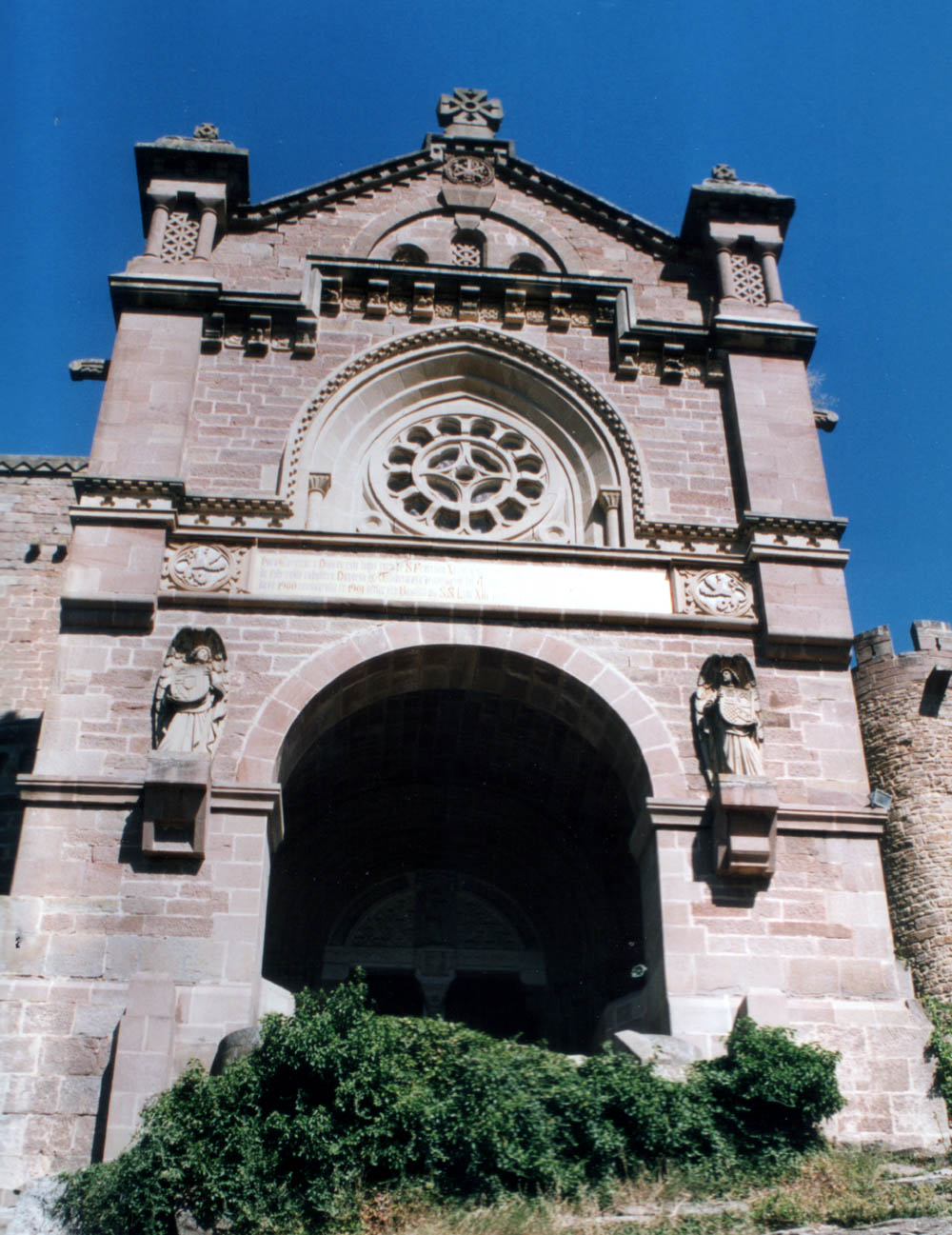
La basilique annexe au château du XIXe siècle

### Patrimoine civil
- Château de Xavier. L'imposante place forte fut stratégiquement construite à la frontière entre les royaumes d'Aragon et de Navarre, vers la fin du Xe siècle. Ici naquit et vécut Saint François Xavier, fils des seigneurs de Xavier, dont il tient son nom[réf. nécessaire].

## Personnalités
- Saint François Xavier, religieux et missionnaire navarrais de la Compagnie de Jésus, né le 7 avril 1506 au château de Javier[réf. nécessaire].

### Sources
- (es) Cet article est partiellement ou en totalité issu de l’article de Wikipédia en espagnol intitulé « Javier (Navarra) » (voir la liste des auteurs).